# Coppa di Francia 1954-1955
La Coppa di Francia 1954-1955 è stata la 38ª edizione della coppa nazionale di calcio francese.

## Risultati

### Trentaduesimi di finale
| Squadra 1          | Risultato   | Squadra 2            |
| ------------------ | ----------- | -------------------- |
| Pays d'Aix         | 4 - 1       | AS Troyes-Sav.       |
| Perpignan          | 2 - 1       | CA Paris             |
| RC Paris           | 3 - 0       | Stade Français       |
| ES Piennes         | 2 - 1       | Olympique Alès       |
| Quevilly-Rouen     | 6 - 3       | Arras                |
| Stade Reims        | 5 - 1       | CEP Lorient          |
| Rennes             | 4 - 1       | Saint-Malo           |
| Roubaix-Tourcoing  | 3 - 3 (dts) | Monaco               |
| Rouen              | 4 - 0       | Cherbourg            |
| Sedan-Torcy        | 6 - 1       | AS Hautmont          |
| Sochaux            | 3 - 0       | Blénod               |
| Strasburgo         | 7 - 0       | ASCA Wittelsheim     |
| Tolone             | 5 - 0       | Montpellier          |
| Tolosa             | 3 - 2       | US Saint-Gaudens     |
| Valenciennes       | 3 - 2       | JA Armentières       |
| Arago Orléans      | 3 - 1       | Sète                 |
| Nîmes              | 3 - 1       | Béziers              |
| Nizza              | 1 - 0       | Annecy               |
| Angers             | 5 - 0       | COC Chambly          |
| Besançon           | 1 - 1 (dts) | Metz                 |
| Bordeaux           | 1 - 0       | SO Cholet            |
| SO Bruay-en-Artois | 2 - 1       | Avion                |
| Draguignan         | 2 - 0       | RC Vichy             |
| AS Giraumont       | 2 - 1       | US Viesly            |
| Grenoble           | 5 - 2       | AS Decize            |
| Le Havre           | 4 - 0       | Télé-Ménilles Sports |
| FC Nancy           | 4 - 3       | Saint-Étienne        |
| Mulhouse           | 2 - 0       | Olympique Marsiglia  |
| US Maubeuge        | 1 - 0       | Red Star             |
| Olympique Lione    | 3 - 2       | Cannes               |
| Lilla              | 3 - 2       | Nantes               |
| Lens               | 5 - 0       | ASSB Oignies         |

#### Spareggi
| Squadra 1         | Risultato   | Squadra 2 |
| ----------------- | ----------- | --------- |
| Roubaix-Tourcoing | 1 - 1 (dts) | Monaco    |
| Besançon          | 3 - 1       | Metz      |

#### Replay
| Squadra 1         | Risultato | Squadra 2 |
| ----------------- | --------- | --------- |
| Roubaix-Tourcoing | 4 - 0     | Monaco    |

### Sedicesimi di finale
| Squadra 1         | Risultato   | Squadra 2          |
| ----------------- | ----------- | ------------------ |
| Angers            | 3 - 2       | Lens               |
| Tolosa            | 4 - 0       | Mulhouse           |
| Tolone            | 1 - 0       | ES Piennes         |
| Strasburgo        | 2 - 0       | Valenciennes       |
| Sochaux           | 4 - 0       | US Maubeuge        |
| Rouen             | 4 - 1       | SO Bruay-en-Artois |
| Roubaix-Tourcoing | 2 - 1       | Besançon           |
| Stade Reims       | 2 - 1       | RC Paris           |
| Arago Orléans     | 2 - 1       | Perpignan          |
| Nizza             | 4 - 0       | Pays d'Aix         |
| Bordeaux          | 1 - 1 (dts) | AS Giraumont       |
| Draguignan        | 1 - 1 (dts) | Quevilly-Rouen     |
| Le Havre          | 2 - 0       | Rennes             |
| Lilla             | 3 - 0       | Grenoble           |
| Olympique Lione   | 0 - 0 (dts) | Sedan-Torcy        |
| FC Nancy          | 3 - 1       | Nîmes              |

#### Spareggi
| Squadra 1       | Risultato | Squadra 2      |
| --------------- | --------- | -------------- |
| Bordeaux        | 4 - 1     | AS Giraumont   |
| Draguignan      | 3 - 1     | Quevilly-Rouen |
| Olympique Lione | 2 - 1     | Sedan-Torcy    |

### Ottavi di finale
| Squadra 1  | Risultato   | Squadra 2         |
| ---------- | ----------- | ----------------- |
| Lilla      | 1 - 0       | Stade Reims       |
| Tolosa     | 5 - 2       | Roubaix-Tourcoing |
| Strasburgo | 2 - 1       | Sochaux           |
| FC Nancy   | 6 - 0       | Tolone            |
| Bordeaux   | 2 - 2 (dts) | Rouen             |
| Le Havre   | 1 - 0       | Angers            |
| Nizza      | 5 - 3       | Olympique Lione   |
| Draguignan | 1 - 0       | Arago Orléans     |

#### Spareggi
| Squadra 1 | Risultato | Squadra 2 |
| --------- | --------- | --------- |
| Bordeaux  | 1 - 0     | Rouen     |

### Quarti di finale
| Squadra 1  | Risultato   | Squadra 2  |
| ---------- | ----------- | ---------- |
| Lilla      | 1 - 0       | Tolosa     |
| Strasburgo | 4 - 3       | FC Nancy   |
| Bordeaux   | 1 - 0       | Le Havre   |
| Nizza      | 1 - 1 (dts) | Draguignan |

#### Spareggi
| Squadra 1 | Risultato | Squadra 2  |
| --------- | --------- | ---------- |
| Nizza     | 5 - 0     | Draguignan |

### Semifinali
| Squadra 1 | Risultato | Squadra 2  |
| --------- | --------- | ---------- |
| Lilla     | 4 - 0     | Strasburgo |
| Bordeaux  | 3 - 2     | Nizza      |

### Finale
| Arbitro: | Louis Fauquemberghe |

| |            | |
| Vincent 7’ Douis 28’, 31’ Bourbotte 35’, 75’ | Marcatori  | 41’ Wozniesko 65’ Skander |
| Jean Van Gool Antoine Pazur Guillaume Bieganski Robert Lemaître Roland Clauws Marceau Sommerlinck Yvon Douis André Strappe Gérard Bourbotte Jean Vincent Bernard Lefèvre | Formazioni | Jean Guy Astresses Simon Janczewski Manuel Garriga Jacques Grimonpon Jacques Debeillex Joop De Kubber Raymond Wozniesko Édouard Kargu Abdelhamid Skander Ben Mohamed Abdesselem André Doye |
| André Cheuva | Allenatori | André Gérard |